# Katonatelep (Kecskemét)

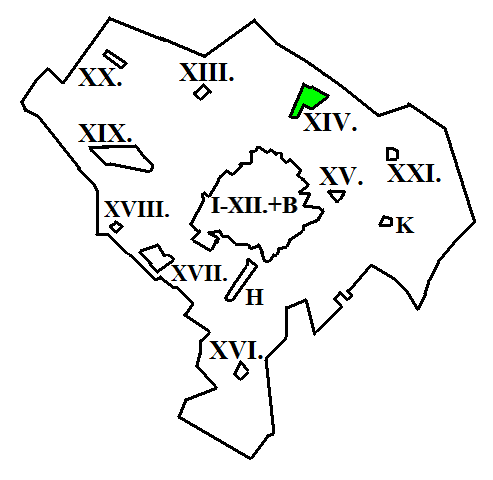
Elhelyezkedése Kecskeméten belül

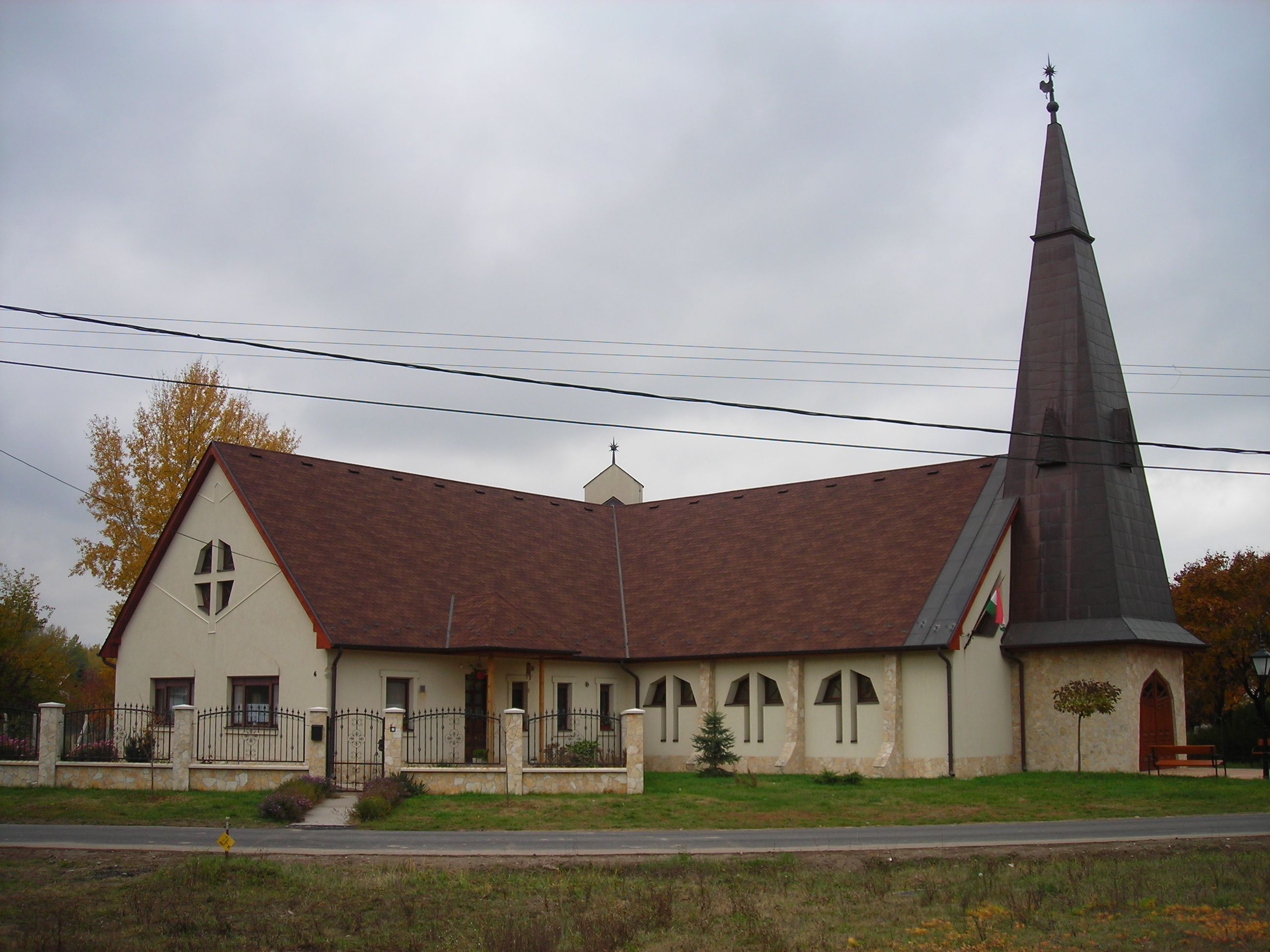
Katonatelepi református templom

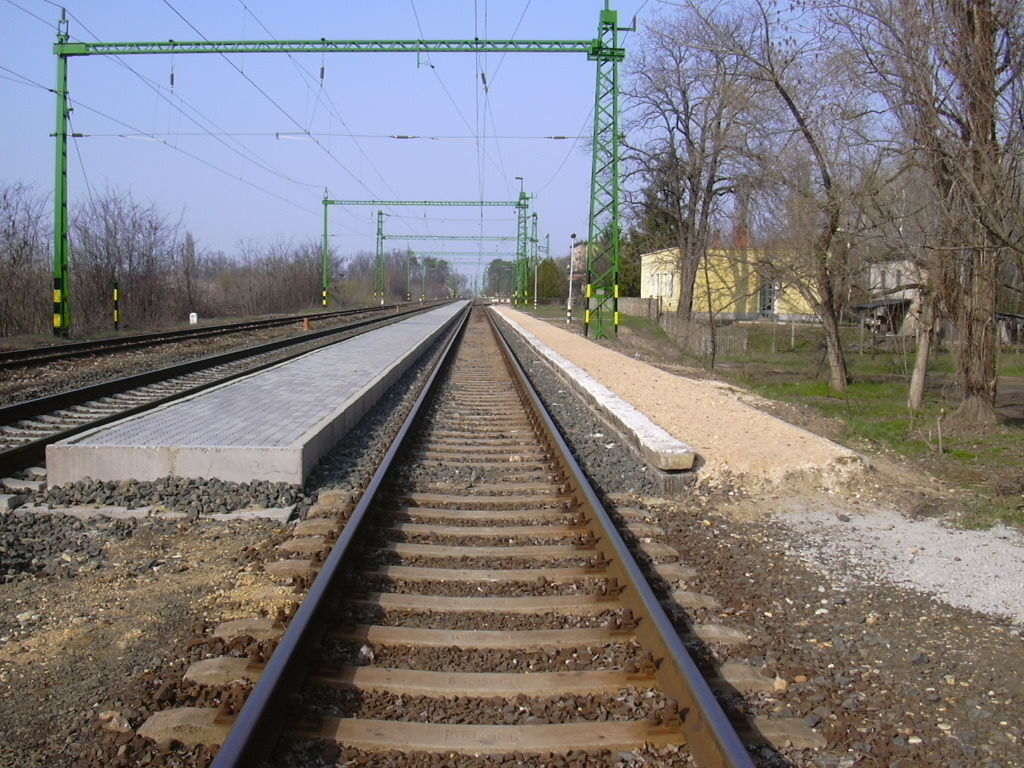
Katonatelep vasútállomás

Katonatelep Kecskemét egyik településrésze. Nevét Katona Zsigmond gyógyszerész nyomán kapta, akinek Kecskemétnek ezen északkeleti részén voltak a futóhomokot is megkötni képes szőlőbirtokai. Először a  vasúti megálló kapta a Katonatelep nevet, később, az 1970-es években az itt kialakuló falusi jellegű településen is ez a név maradt. Ma közel 4000 ember él itt.
A nagy jelentőségű szőlész-borász, Mathiász János az 1890-es években kezdett itt nagyobb birtokokat vásárolni, majd telepedett le élete hátralevő részére családjával.
Katonatelep szőlészeti-borászati arculatát ma már csak az egyre szűkösebb keretek között működő Szőlészeti Kutatóintézet és az évente megrendezett Szüreti napok őrzik. A településrész egyelőre alvó, zöldövezeti városrésze Kecskemétnek.
Katonatelep jövője, csakúgy, ahogy Kecskemét 15. számú egyéni választókerületének további szatellit falvai, Borbás, Kossuth-Törekvés lakótelep, Méntelek az ökológiai gazdálkodás beindításában, a zárt ciklusú lokális gazdasági körfolyamatok megalkotásában, működtetésében, Mathiász munkásságának példája nyomán működő közösségépítésben rejlik.

## Megközelítése

### Közút
A Kecskemétet Cegléddel összekötő 441-es főút mentén fekszik, Kecskeméttől 2 km-re északkeletre. A városrész közvetlenül bekapcsolódik Kecskemét helyi tömegközlekedésébe a 23-as busz, illetve 2012 óta a 23A busz segítségével. Katonatelepet közvetlen kerékpárút köti össze a megyeszékhellyel és Nagykőrössel.

### Vasút
Katonatelep vasútállomás a Cegléd–Szeged-vasútvonalon érhető el. Az állomáson 2008. december 14-ig 2 óránként, ütemesen álltak meg a személyvonatok. December 15-től napi 1 pár vonat áll meg.

## Története
Katonatelep, Kecskemét egyik elővárosi településrésze. Nevét Katona Zsigmond országos hírű szőlész és gyümölcskertészről (eredeti foglalkozását tekintve gyógyszerész) kapta. Itt tevékenykedett két híres szőlőnemesítő, Mathiász János és Kocsis Pál.

## Politika
A városrész több külső területtel együtt alkotja Kecskemét 15. számú választókörzetét (a 2010-es átszervezés óta), melynek önkormányzati képviselője a 2010-es választások után a függetlenként induló Kohajda László lett.

## Látnivalók
- Katonatelepi református templom
- Budapesti Corvinus Egyetem Szőlészeti és Borászati Kutató intézete
- 1892. után állami rendelettel hívták életre a Kecskeméti Szőlészeti Kutatóintézetet, ahol olyan kiválóságok tevékenykedtek, mint a világhírű szőlőnemesítő, Mathiász János.[4]
- Mathiász János Általános Iskola
- Óvoda